# جاك كوبر (لاعب كرة قدم أسترالية)
جاك كوبر (بالإنجليزية: Jack Cooper)‏ هو لاعب كرة قدم أسترالية أسترالي، ولد في 21 فبراير 1889 في Fitzroy North, Victoria ‏ في أستراليا، وتوفي في 20 سبتمبر 1917 في باسيندالي في بلجيكا.

## وصلات خارجية
- جاك كوبر على موقع AustralianFootball.com (الإنجليزية)
- جاك كوبر على موقع AFLtables.com (الإنجليزية)